# Gergweis
Gergweis ist ein Ortsteil und eine Gemarkung von Osterhofen im niederbayerischen Landkreis Deggendorf. Gergweis liegt an der Vils etwa zehn Kilometer südlich des Stadtzentrums von Osterhofen.

## Geschichte
Das Dörfchen (villula) Kerihhinwis wird bereits 765 erstmals erwähnt. Später wurde daraus der Ortsname Gerchweis. Lehnsherr war im 11. Jahrhundert der Bischof von Passau, Bischof Altmann gab 1076 drei Huben dem Augustinerchorherrenstift St. Nikola.
Ein großer Teil der Hofmark blieb im Besitz der Passauer Bischöfe. Um die Mitte des 13. Jahrhunderts besaßen sie neben 11 Häusern eine Mühle mit Fischweiher, eine Taverne und ein Forstgericht. Einen Teil ihrer Güter gaben sie örtlichen Adeligen als Lehen. So erhielt Albero Waller am 6. Juli 1255 drei Huben auf Lebenszeit. 1262 fielen sie an den Bischof zurück, der damit die Edlen von Harbach belehnte. Gegen Ende des 13. Jahrhunderts fiel der Besitz durch Erbschaft an die Grafen von Hals.
Nach deren Aussterben gehörte die Hofmark den Landgrafen von Leuchtenberg, von diesen kam sie an die Freiherren von Frauenberg zu Haidenburg. Die Verleihung einzelner Güter behielten sich die Bischöfe vor, so gehörten im 18. Jahrhundert mehrere Häuser zur Herrschaft der Fugger von Göttersdorf. Das hölzerne Schlösschen verfiel Ende des 17. Jahrhunderts und wurde nicht wiederhergestellt. 1718 vernichtete ein Brand 22 Wohngebäude und 20 Scheunen.
1835 wurde Gergweis selbstständige Gemeinde. Die Gemeinde umfasste außer dem Pfarrdorf Gergweis noch den Weiler Reut. 1855 zählte es 55 Häuser, 1909 standen in Gergweis 82 Häuser. Die Volkszählung von 1916 erfasste 582 Einwohner. Am 1. Januar 1972 kam Gergweis anlässlich der Gebietsreform in Bayern zur Stadt Osterhofen. Gergweis zählt heute etwa 600 Einwohner.
Im 13. Jahrhundert bereits Pfarrei, wurde Gergweis Filiale von Galgweis, 1866 Expositur, 1921 wieder Pfarrei.

## Sehenswürdigkeiten
Die spätgotische Pfarrkirche Maria Verkündigung wurde um 1450 bis 1485 erbaut. Sie besitzt ein Netzrippengewölbe im Kirchenschiff. Außer einer spätgotischen Verkündigungsgruppe hat sie eine vorwiegend barocke Ausstattung mit einem Altar aus dem Jahr 1686 und einem Altarblatt von 1713.
siehe auch Liste der Baudenkmäler in Osterhofen#Gergweis

## Kultur

### Bildung
- Schule Gergweis

### Vereine
- FC Gergweis
- Theaterverein Gergweis
- TC Gergweis
- Mütterverein Gergweis
- Geflügelzuchtverein Gergweis